# Mike Epps
Michael Elliot "Mike" Epps (Indianapolis, Indiana, 1970. november 18. –) amerikai stand-up humorista, színész, filmproducer, forgatókönyvíró és rapper.
Ismertebb filmjei közé tartozik a Péntek esti gáz és folytatása, a Már megint péntek (2002). Szerepelt a Másnaposok (2008) című vígjátékban, míg A Kaptár 2. – Apokalipszis (2004) és A Kaptár 3. – Teljes pusztulás (2007) című horrorfilmekben Lloyd Jefferson "L.J." Wade szerepében volt látható. 
Szinkronszínészként hangját kölcsönözte a 2009-ben bemutatott Nagyon vadon 2. című animációs filmben.

## Fiatalkora és pályafutása
Első filmes szerepét Vin Diesel rendezői debütálásában, az Árnyékból a fényre című 1997-es filmdrámában kapta. 2000-ben Ice Cube oldalán tűnt fel a Péntek esti gáz című vígjátékban. Day-Day Jones szerepe elhozta Epps számára a filmes áttörést. Ugyanebben az évben mellékszerepet vállalt a Jamie Foxx főszereplésével készült Csali című bűnügyi vígjátékban. A 2001-es Dr. Dolittle 2.-ben Epps szinkronszerepben hallható, Sonny a medve eredeti hangjaként. 
Method Man és Redman társaként egy komikus lányfuttatót formált meg a Fűre tépni szabad (2001) című stoner filmben. 2002-ben két további alkalommal lett Ice Cube színésztársa, a Nyeretlenek a Már megint péntek című vígjátékokban. 
2008-ban a Nagyon vadon 2. című animációs filmhez ismét hangját kölcsönözte. A 2009-es Másnaposok és a 2013-as Másnaposok 3. című filmekben mellékszerepben játszik. A 2012-es Sparkle című film volt Epps első, nem humoros filmszerepe; a Jordin Sparks és Whitney Houston főszereplésével készült musicalfilmben negatív főszerepet kapott.

## Magánélete
2006–2017 között Mechelle Epps (lánykori nevén McCain) házastársa volt, két lányuk született. Epps egy korábbi kapcsolatából két további lány édesapja. 

## Filmográfia

### Film
| Év   | Magyar cím                     | Eredeti cím                                                           | Szerep                              | Magyar hang            |
| ---- | ------------------------------ | --------------------------------------------------------------------- | ----------------------------------- | ---------------------- |
| 1997 | Árnyékból a fényre             | Strays                                                                | Mike                                | Kossuth Gábor          |
| 2000 | Péntek esti gáz                | Next Friday                                                           | Day-Day Jones                       | Kálid Artúr            |
| 2000 |                                | 3 Strikes                                                             | drogos                              |                        |
| 2000 | Csali                          | Bait                                                                  | Stevie Sanders                      | Rajkai Zoltán          |
| 2000 | Csali                          | Bait                                                                  | Stevie Sanders                      | Kálid Artúr            |
| 2001 | Dr. Dolittle 2.                | Dr. Dolittle 2                                                        | Sonny (hangja)                      | Verebes István         |
| 2001 | Fűre tépni szabad              | How High                                                              | Baby Powder                         | Háda János             |
| 2001 | Fűre tépni szabad              | How High                                                              | Baby Powder                         | Kárpáti Levente        |
| 2002 | Nyeretlenek                    | All About the Benjamins                                               | Reginald Wright                     | Rajkai Zoltán          |
| 2002 | Már megint péntek              | Friday After Next                                                     | Day-Day Jones/idős férfi shotgunnal | Rajkai Zoltán          |
| 2003 | Kísértés két szólamban         | The Fighting Temptations                                              | Lucius                              | Pusztaszeri Kornél     |
| 2003 | A fehér csóka                  | Malibu's Most Wanted                                                  | DJ a klubban                        |                        |
| 2004 |                                | Still 'Bout It                                                        | Bobby Ray                           |                        |
| 2004 | A Kaptár 2. – Apokalipszis     | Resident Evil: Apocalypse                                             | Lloyd Jefferson "L.J." Wade         | Szűcs Sándor           |
| 2005 | A csajom apja ideges           | Guess Who                                                             | taxisofőr                           |                        |
| 2005 | Féktelen balfékek              | The Honeymooners                                                      | Ed Norton                           | Kerekes József         |
| 2005 | Kavaró korisok                 | Roll Bounce                                                           | Byron                               |                        |
| 2006 | Ilyen még nem volt             | Something New                                                         | Walter                              | Betz István            |
| 2007 | Mondd, testvér!                | Talk to Me                                                            | Milo Hughes                         | Gardi Tamás            |
| 2007 | A Kaptár 3. – Teljes pusztulás | Resident Evil: Extinction                                             | Lloyd Jefferson "L.J." Wade         |                        |
| 2008 | Vad vakáció                    | Welcome Home Roscoe Jenkins                                           | Reggie Jenkins                      | Kolovratnik Krisztián  |
| 2008 | Hancock                        | Hancock                                                               | bűnöző (cameo)                      |                        |
| 2008 |                                | Bigg Snoop Dogg Presents: The Adventures of Tha Blue Carpet Treatment | önmaga (hangja)                     |                        |
| 2008 | A tuti duó                     | Soul Men                                                              | Duane Henderson                     |                        |
| 2008 | Nagyon vadon 2.                | Open Season 2                                                         | Boog (hangja)                       | Kálloy Molnár Péter    |
| 2009 | Kié a cucc?                    | Next Day Air                                                          | Brody                               | Kálid Artúr            |
| 2009 | Másnaposok                     | The Hangover                                                          | Fekete Doug                         | Huszár Zsolt           |
| 2009 | Lepattant szervezők            | Janky Promoters                                                       | Jellyroll                           |                        |
| 2010 |                                | Love Chronicles: Secrets Revealed                                     | Thomas Black                        |                        |
| 2010 | Lottószelvény                  | Lottery Ticket                                                        | Taylor tiszteletes                  | Rajkai Zoltán          |
| 2010 |                                | Ghetto Stories                                                        | gondnok (cameo)                     |                        |
| 2010 | Rohanás                        | Faster                                                                | Roy Grone                           | Nagypál Gábor          |
| 2011 | Seprűs esküvő                  | Jumping the Broom                                                     | Willie Earl                         |                        |
| 2012 |                                | Sparkle                                                               | Satin                               |                        |
| 2012 |                                | Mac & Devin Go to High School                                         | Mr. Armstrong                       |                        |
| 2013 | Másnaposok 3.                  | The Hangover Part III                                                 | Fekete Doug                         | Király Attila          |
| 2014 |                                | Repentance                                                            | Ben Carter                          |                        |
| 2014 |                                | School Dance                                                          | Rodgers igazgató                    |                        |
| 2015 | Ifjú bűnök                     | Stealing Cars                                                         | Till seriff                         | Kálid Artúr            |
| 2016 |                                | Love Jacked                                                           | Rufus                               |                        |
| 2016 |                                | Nina                                                                  | Richard Pryor                       |                        |
| 2016 |                                | Meet the Blacks                                                       | Carl Black                          |                        |
| 2016 | A fekete ötven árnyalata       | Fifty Shades of Black                                                 | Ron                                 | Fazekas István         |
| 2017 |                                | Girls Trip                                                            | eladó                               |                        |
| 2017 |                                | Where's the Money                                                     | Dre Goodlow                         |                        |
| 2018 | A bosszú szövetsége            | Acts of Violence                                                      | Max Livington                       | Horváth-Töreki Gergely |
| 2018 | Bosszúvágy                     | Death Wish                                                            | Dr. Chris Salgado                   | Ács Norbert            |
| 2018 | Drew bácsi                     | Uncle Drew                                                            | Louis                               |                        |
| 2018 | Bérvőlegény                    | Love Jacked                                                           | Rufus                               |                        |
| 2018 | Supercon                       | Supercon                                                              | Gil Burkhaulter                     | Seszták Szabolcs       |
| 2018 |                                | Don't Get Caught                                                      | szomszéd                            |                        |
| 2019 |                                | The Last Black Man in San Francisco                                   | Bobby                               |                        |
| 2019 | Zéró csapat                    | Troop Zero                                                            | Dwayne Boudraux                     | Király Attila          |
| 2019 |                                | The Trap                                                              | Dutch                               |                        |
| 2019 |                                | The Cat and the Moon                                                  | Cal                                 |                        |
| 2019 | A nevem Dolemite               | Dolemite Is My Name                                                   | Jimmy                               | Csík Csaba Krisztián   |
| 2020 |                                | A Compton Story                                                       | narrátor                            |                        |
| 2021 |                                | The House Next Door: Meet the Blacks 2                                | Carl Black                          |                        |
| 2022 |                                | On the Come Up                                                        | DJ Hype                             |                        |
| 2023 | A magadfélék                   | You People                                                            | EJ bácsi                            | Király Attila          |
| 2023 |                                | Young. Wild. Free.                                                    | Lamont                              |                        |
| 2024 |                                | The Underdoggs                                                        | Kareem                              |                        |
| 2024 | Madame Web                     | Madame Web                                                            | O'Neil                              | Olt Tamás              |

Komikus különkiadások
| Év   | Cím                                                          | Megjegyzések |
| ---- | ------------------------------------------------------------ | ------------ |
| 2006 | Mike Epps: Inappropriate Behavior                            |              |
| 2009 | Mike Epps: Under Rated... Never Faded & X-Rated              |              |
| 2015 | Mike Epps: Don't Take It Personal                            | Netflix      |
| 2019 | Mike Epps: Mike csak egy van (Mike Epps: Only One Mike)      | Netflix      |
| 2022 | Mike Epps: Indiana Mike                                      | Netflix      |
| 2024 | Mike Epps: A hírnév érdekében (Mike Epps: Ready to Sell Out) | Netflix      |

### Televízió
| Év        | Magyar cím                                         | Eredeti cím                                  | Szerep                         | Megjegyzések                              |
| --------- | -------------------------------------------------- | -------------------------------------------- | ------------------------------ | ----------------------------------------- |
| 1995–2006 |                                                    | Def Comedy Jam                               | 5 epizód                       |                                           |
| 1999      | Maffiózók                                          | The Sopranos                                 | Jerome                         | 1 epizód                                  |
| 1999      |                                                    | Shelly Fisher                                | Esquire Jones                  | tévéfilm                                  |
| 1999      |                                                    | Pimps Up, Ho's Down                          | önmaga                         | dokumentumfilm                            |
| 2002      |                                                    | All About the Stunts                         | önmaga                         | dokumentum-rövidfilm                      |
| 2005      |                                                    | 106 & Park                                   | önmaga                         | 1 epizód                                  |
| 2006      | A kertvárosi gettó                                 | The Boondocks                                | Moe "Mo Gunz" Jackson (hangja) | 1 epizód                                  |
| 2009–2012 |                                                    | BET Hip Hop Awards                           | önmaga / házigazda             |                                           |
| 2014      | Röhej                                              | Ridiculousness                               | önmaga / L.J.                  | 1 epizód                                  |
| 2014–2015 |                                                    | Survivor's Remorse                           | Julius                         | 18 epizód                                 |
| 2015      | Bessie                                             | Bessie                                       | Richard                        | - tévéfilm - magyar hangja: - Kálid Artúr |
| 2016      |                                                    | Uncle Buck                                   | Buck Russell                   | 8 epizód                                  |
| 2019      |                                                    | How High 2                                   | Baby Powder                    | tévéfilm                                  |
| 2020      |                                                    | You Ain't Got These                          | önmaga                         | 1 epizód                                  |
| 2020      |                                                    | This Is Stand-Up                             | önmaga                         | 1 epizód                                  |
| 2020      | Dex nyomozó                                        | Stumptown                                    | Antonio Price                  | 1 epizód                                  |
| 2020      | BlackAF                                            | BlackAF                                      | Ray bácsi                      | 1 epizód                                  |
| 2021      |                                                    | Superstar                                    | önmaga                         | 1 epizód                                  |
| 2021–     | Az Upshaw család                                   | The Upshaws                                  | Bennie Upshaw                  | főszereplő                                |
| 2022      | Győzelmi sorozat: A Lakers dinasztia felemelkedése | Winning Time: The Rise of the Lakers Dynasty | Richard Pryor                  | 1 epizód                                  |
| 2023      |                                                    | I'm a Virgo                                  | Martisse                       | főszereplő                                |

### Dokumentumfilmek
- 1998: Pimps Up, Ho's Down
- 2011: Phunny Business: A Black Comedy
- 2011: I Ain't Scared of You: A Tribute to Bernie Mac
- 2013: Richard Pryor: Hagyjuk a logikát!
- 2015: Sneakerheadz
- 2016: Dying Laughing
- 2019: I Am Richard Pryor
- 2019: Napoleon: Life of an Outlaw

## Diszkográfia
Stúdióalbumok
- Funny Bidness: Da Album (2009)

Közreműködések
- A Tribute to Bad Santa Starring Mike Epps (Jim Jones & Skull Gang) (2008)
- Omar Ray Life & Timez of Suge Gotti, Vol. 1 (2012)

Vendégszereplések
- 2009: "I'm a Go and Get My..." (Busta Rhymesszal) – Back on My B.S.
- 2016: "2011 BET Cypha" (Termanology, French Montana, Wais P, Rico Staxx, & Cross) – Cameo King III

## Fordítás
- Ez a szócikk részben vagy egészben  a   Mike Epps című angol Wikipédia-szócikk fordításán alapul.  Az eredeti cikk szerkesztőit annak laptörténete sorolja fel. Ez a jelzés csupán a megfogalmazás eredetét és a szerzői jogokat jelzi, nem szolgál a cikkben szereplő információk forrásmegjelöléseként.